# 日産・P型エンジン
日産・P型エンジンは、1959年（昭和34年）から2003年（平成15年）まで民生デイゼル工業・日産ディーゼル工業（後の初代UDトラックス）によって製造された直列6気筒の水冷ガソリンエンジンである。
ニッサン・パトロールやニッサン・キャリヤーを始め、ニッサンブランドの中型・大型トラックや大型バスに搭載された。
このエンジンは、日産製の古いサイドバルブエンジンに代わるもので、グラハム・ペイジが設計したものを戦前にライセンス生産した初代A型の各部を踏襲しつつ、動弁系をOHVとしたシリンダーヘッドに刷新されている 。後継にあたるのは、日産工機製のTBエンジンである。
この記事では、P型エンジンに至るまでに製造された、トラックやバスに搭載されたすべてのエンジンについて解説する。

## NAK
1950年に導入された。このエンジンは、ライセンス生産されたグラハム・ペイジ設計のユニットである、戦前のA型エンジンから直接派生したものである。
搭載車種：
- 日産・290型バス
- 1950年 パトロール 4W70型
- 1951年 パトロール 4W60型
- 1952年 - 1953年 日産・380型
- 1952年 - 1953年 日産・390型バス

## NB
1953年に導入。排気量は3.7 L (3,670 cc)、最高出力は95 hp (71 kW; 96 PS)を発生する。
搭載車種：
- 1953年 - 1954年 日産・480型
- 1953年 - 1954年 日産・490型バス
- 1955年 パトロール 4W61型

## NC
1955年に導入。排気量4.0 L (3,956 cc)、最高出力105 PS (77 kW; 104 hp) / 3,400 rpmを発生する。ボアとストロークは 85.7 mm × 114.3 mm。初期のパトロールだけでなく、さまざまなバスやトラックにも使用された。
搭載車種：
- 1955年 - 1959年 日産・482型トラック[7]
- 1955年 日産・492型バス[7]
- 1955年 - 1957年 日産・580型トラック
- 1958年 - 1959年 日産・582型トラック
- 1955年 - 1957年 日産・590型バス
- 1958年 - 1959年 日産・592型バス
- 1955年 - 1959年 キャリヤー 4W72（パトロールの派生モデル）
- 1956年 - 1959年 キャブスター E590型
- 1956年 - 1959年 日産・パトロール 4W65型

## P / P40 / PF

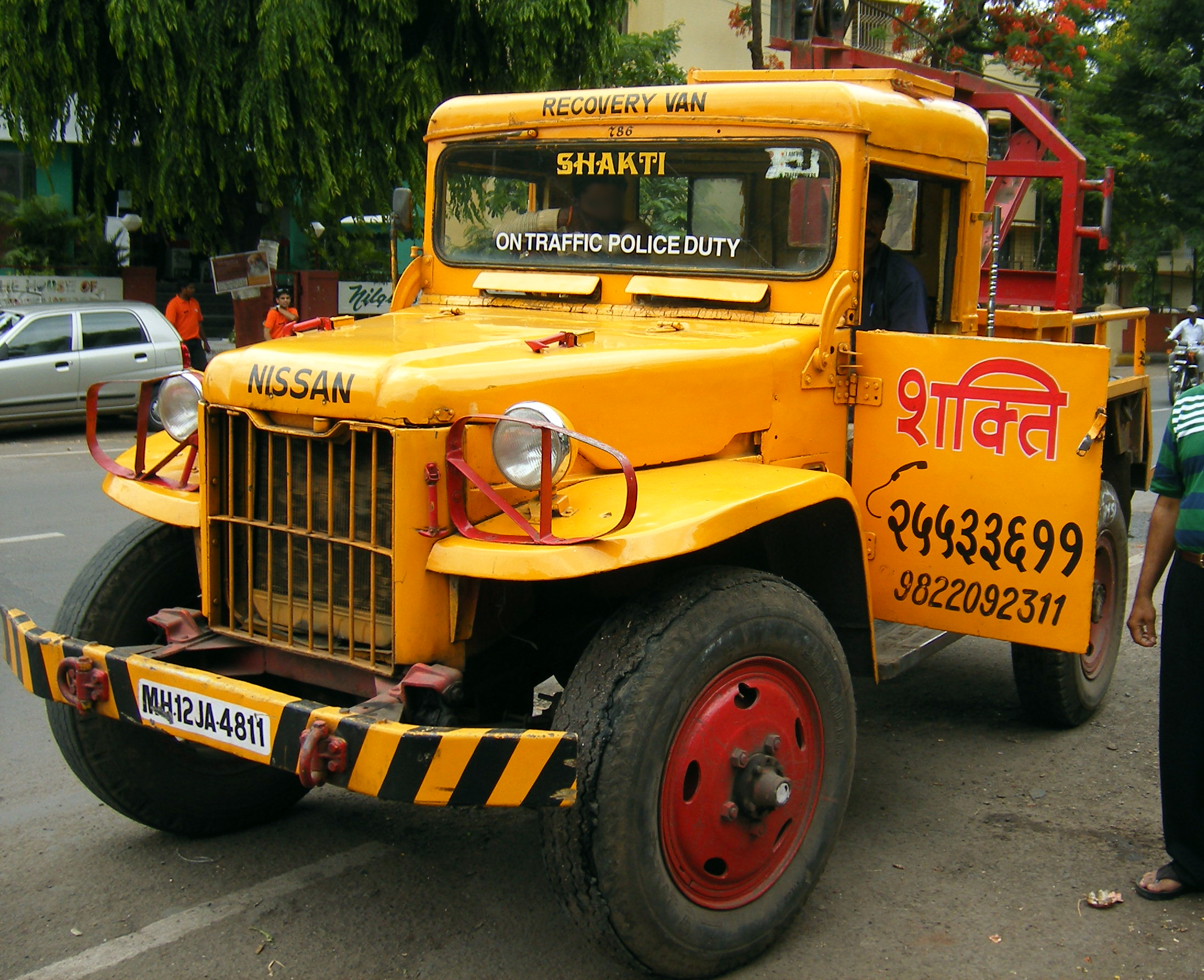
キャリヤー (4W73型) レッカー車

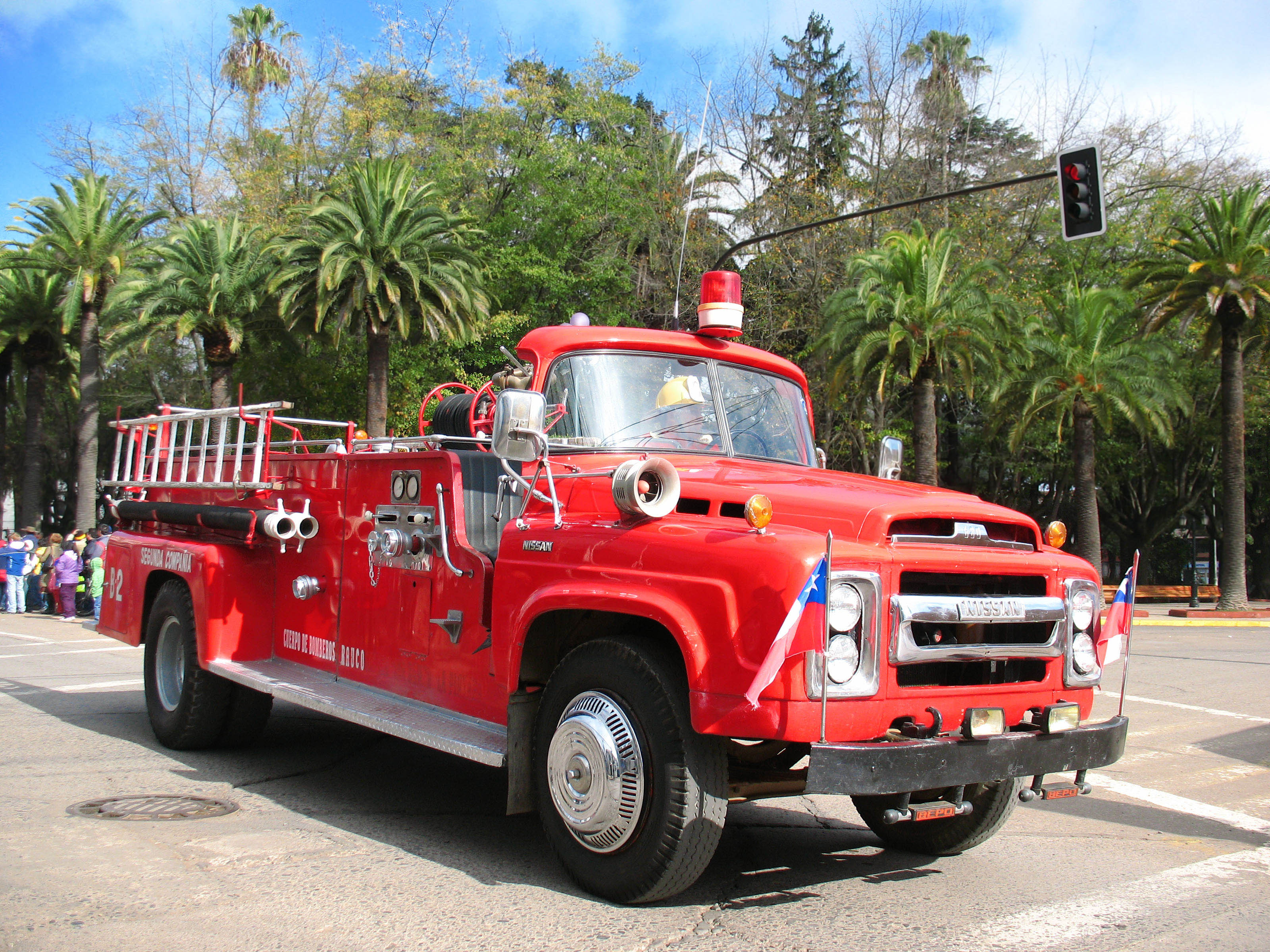
日産・680型消防自動車

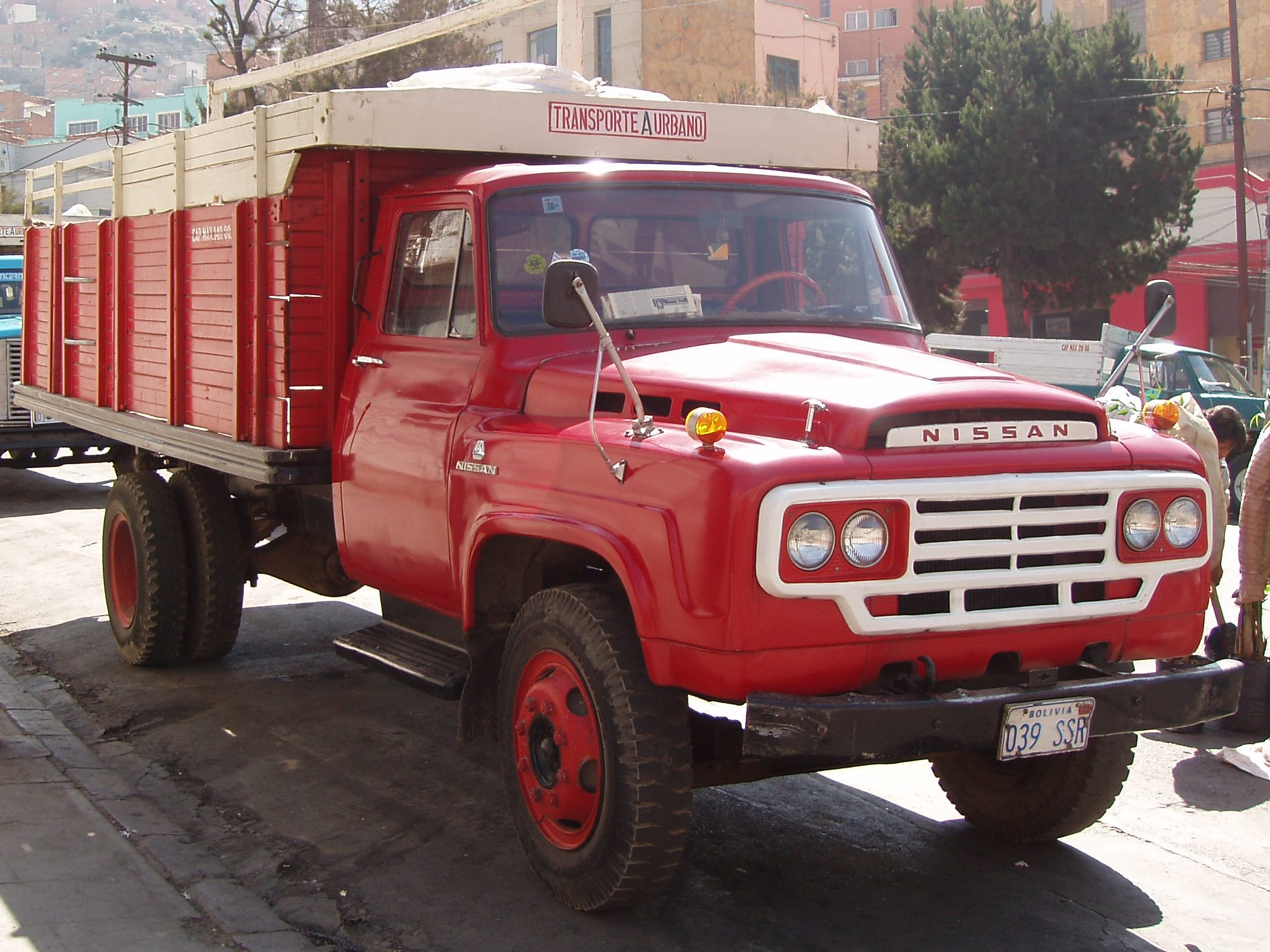
日産・681型トラック

P型は、4.0 L (3,956 cc) の直列6気筒エンジンで、当初は最高出力95 kWを発生する設計だった。ボアとストロークは 85.7 mm × 114.3 mm、重量は295 kgである。その後、最高出力は100.6 kWになり、1965年のさらなる改良によって108 kWに増加した。後に、エンジン排気量をリッター (4.0) 単位で名前に反映してP40型と呼ばれるようになった。160型パトロールに搭載されたエンジンはG60型パトロールとほぼ同じ設計であるが、インテークマニホールドが異なる。
より強力なオルタネーター、エンジンブロックヒーター、その他さまざまな改良を施した、特に消火任務に特化した改良型は、PF型エンジンと呼ばれた。
パトロールに載せられたPF型エンジンは、標準のP型エンジンに消防仕様として以下のような変更点が見られる。（比較参考にしたのは1975年式消防車と1971年式標準車）
- ポンプの急激な負荷変動（空気を吸った場合など）に対し、エンジンの過回転（オーバーレブ）を防止する調速機（ガバナー）が取り付けられている。これはクランク軸からベルトで駆動させ、過回転を検出する遠心式メカニカルガバナーと、それによって操作され、強制的に吸気通路を閉じて回転の上昇を防止する、第二のスロットルバルブ（キャブレターとインテークマニホールドの間に設置される）で構成されている。
- 運転席計器盤に、上記のガバナーから駆動される機械式タコメーターが設置されているが、これには回転数表示のほか、エンジンメンテナンスの目安となる積算計が装備されている。この積算計は建設機械等で一般的な「時間」を基準としたアワーメーターではなく「累計回転数」であるのがユニークである。
- 運転席計器盤に油温計が設置されている、この為オイルパンには油温センダが取り付けられている。
- オルタネーター（発電機）も標準車の35 Aから45 Aに強化され、それに伴い、運転席計器盤に装備のアンメーター（電流計）もスケールの大きなものに変更されている。
- 外部電源による冷却水（寒冷地仕様など一部の車両についてはエンジンオイル用も）の保温用ヒーターが取り付けられている。これは現在の車と違い、これらの装備がない場合、夏季であっても暖機運転が完了するまで息つき等を起こして、まともに走ることがままならないという事情から、即動を要求される消防車では必須装備であった。
- 消火作業中は走行風による冷却が期待できないことから、放水用ポンプから導いた水を用いた水冷式エンジンオイルクーラーと、サブラジエターを追加装備している。これらの冷却に使われた水は車外に排出される垂れ流し式である。
- エアクリーナーについては、標準車は1973年（昭和48年）以降は乾式フィルターになったとされているが、消防車については従来どおり、建機のようなオイルバス式（湿式）が選択できた。
- ディストリビューターが防水仕様になっている。ただし海外仕様では通常のP型エンジンも同じく防水仕様だったため、高い評価を受けた[13]。

搭載車種：
- キャブスター E690型
- 1959年 - 1960年 パトロール 4W66型
- 1959年 - 1968年 キャリヤー 4W73型
- 1959年 - 1968年 日産・680型トラック
- 1960年 - 1968年 日産・690型バス
- 1960年 - 1980年 パトロール 60型系
- 1963年 - 1968年 日産・FR40消防自動車（ジュニアを消防車に改造した車両）[14]
- 1968年 - 1969年 日産・681型トラック
- 1968年 - 1969年 日産・691型バス
- 1970年 - ? Nissan G780[7]
- 1980年 - 1989年 パトロール 160型系
- 1986年 - 2003年 パトロール 260型系